# Desperados (film, 1948)
Desperados (eng. Yellow Sky) är en amerikansk westernfilm från 1948 i regi av William A. Wellman, med Gregory Peck, Anne Baxter, Richard Widmark och Robert Arthur i rollerna. Filmen tros vara löst baserad på Stormen av William Shakespeare.

## Handling
Året är 1867. Ett gäng ledda av James "Stretch" Dawson (Gregory Peck) rånar en bank och flyr in i öknen. När vattnet är slut får de syn på en spökstad som heter Yellow Sky. De enda invånarna i staden är den fientliga unga kvinnan Constance (Anne Baxter) och hennes farfar (James Barton). Snart får Stretch och hans män reda på att de två invånarna har en hemlig guldgruva. Planer börjar smidas på att råna dom på deras rikedomar.

## Rollista
| Gregory Peck    | – James "Stretch" Dawson |
| Anne Baxter     | – Constance Mae "Mike"   |
| Richard Widmark | – Dude                   |
| Robert Arthur   | – Bull Run               |
| John Russell    | – Lengthy                |
| Harry Morgan    | – Half Pint              |
| James Barton    | – Grandpa                |
| Charles Kemper  | – Walrus                 |

## Adaptioner
Filmen gjordes om i en radioversion, Peck spelade återigen huvudrollen och regissören William A. Wellman ledde programmet som sändes på Screen Directors Playhouse på NBC Radio 15 juli 1949.
1967 gjordes en remake av filmen, The Jackals, med Vincent Price i huvudrollen. Filmen spelades in i vid Killarney Film Studios i Sydafrika av regissören och producenten Robert D. Webb. Filmen släpptes aldrig på bio men visades på TV.